# Ivo Pogorelić
Ivo Pogorelić  (født 20. oktober 1958 i Beograd) er en kroatisk pianist. Sin første klaverundervisning modtog han som syvårig. 12 år gammel blev han inviteret til Moskva for at fortsætte sin uddannelse hos Evgeny Timakin. Efter nogle år på Moskva musikkonservatorium fik han Aliza Kezeradze som lærer. Med hende var han gift fra 1980 til hendes død i 1996.
Pogorelić vandt klaverkonkurrencer i Terni i Italien i 1978 og i Montreal i 1980. Mere kendt er han dog for konkurrencer, han deltog i uden at vinde. Ved Chopin-konkurrencen i Warszawa i 1980 gled han ud efter tredje runde, hvilket fik en af dommerne, Martha Argerich, til i protest at forlade juryen; hun anså Pogorelić som et pianistisk geni.
Sin første internationale solo-optræden havde han i Carnegie Hall, New York, i 1980. Siden har han givet koncerter overalt, solo og med nogle af verdens førende orkestre. For Deutsche Grammophon har han indspillet plader med musik af Bach, Beethoven, Brahms, Chopin, Haydn, Liszt, W.A. Mozart, Mussorgskij, Prokofjev, Rachmaninov, Ravel, Domenico Scarlatti, Skrjabin og Tjajkovskij.
Pogorelić har taget initiativ til og støttet oprettelsen af organisationer, der hjælper kunstnere i Kroatien, ligesom han i Californien, USA har etableret en klaverkonkurrence. I det tidligere Jugoslavien har han arrangeret koncerter, der skaffede midler til humanitær hjælp til krigsofre på Balkan. Han er goodwill-ambssadør for UNESCO.
Han har optrådt flere gange i Danmark, f.eks. gav han en aften i Tivolis Koncertsal 24. maj 2007.